# Micro News
Micro News (initialement nommé MSX News) était un magazine de jeux vidéo français multiplate-formes. Pendant une période d'un an environ, à compter de novembre 1986 et totalisant 5 numéros, le magazine s'est appelé MSX News et était consacré uniquement au MSX, un type de micro-ordinateurs commercialisés dans les années 1980. Il s'agissait alors de l'un des seuls magazines spécialisés de l'époque en France. Ensuite, le magazine a changé de nom pour Micro News, à partir du 6e numéro en novembre 1987, pour se consacrer à toutes les plates-formes. Le magazine est ensuite devenu mensuel à partir du 8e numéro, en mars 1988.